# تيوو كول
تيوو كول (بالإستونية: Tiiu Kull)‏ هي عالمة نبات إستونية، وُلدت في 26 أغسطس 1958. هي مُتخصصة في دراسة الديناميكيات السكانية في الأنواع النباتية، حيثُ نشرت عدد كبير من الأوراق البحثية حول هذا الموضوع. في عام 1997 أجرت دراسةً بعنوان «الدراسات السكانية لأزهار الأوركيد المحلية في إستونيا».
مؤخرًا، بحثت تيوو في أبحاثها حول فحص عدم انتظام الأنماط الزمنية في الأعشاب المُعمرة كظاهرة للتفاعلات المُتداخلة.